# George McManus
Pour les articles homonymes, voir McManus.
George McManus, né le 23 janvier 1884 à Saint-Louis (Missouri) et mort le 22 octobre 1954 à Santa Monica (Californie), est un auteur de bandes dessinées américain.

## Biographie
Après avoir travaillé sur de nombreuses séries (Alma and Oliver, Snoozer, The Merry Marcelene, Panhandle Pete, Ready Money Ladies, Let George Do It, Cheerful Charlie, Nibsby the Newsboy in Funny Fairyland), McManus devient l'un des auteurs classiques du comic strip américain avec La Famille Illico, qui raconte le quotidien de Jiggs, un Irlandais-Américain (comme lui), devenu richissime (comme lui).
En 1909 George McManus crée le comic strip The Newlyweds (les jeunes mariés) qui marque une innovation dans la représentation des personnages car si les hommes sont grotesques, les femmes sont dessinées de façon réaliste et sont séduisantes. Lorsqu'en 1913, il crée la série La Famille Illico, il opère de même excepté pour la mère de famille qui sur un corps séduisant montre un visage comique. 
Il a été cité comme une influence de Franquin.
On le retrouve également au générique de quelques films, comme acteur, animateur (de bandes-dessinées), ou encore scénariste.

## Filmographie

### Scénariste
- 1916 : Out Ag'in, in Ag'in de Larry Semon

## Prix
- 1950 : Té d'argent de la National Cartoonists Society